# دم‌خاکستری دونواره
دم‌خاکستری دونواره (نام علمی: Xenerpestes minlosi)، گونه‌ای از پرندگان در زیرخانواده Furnariinae از خانواده تنورمرغان (Furnariidae) است که در کلمبیا، اکوادور و پاناما یافت می‌شود.